# Leichtathletik-Weltmeisterschaften 2015/Teilnehmer (Lettland)
| Gelbes Symbol für Goldmedaillen mit stilisierten Olympischen Ringen | Graues Symbol für Silbermedaillen mit stilisierten Olympischen Ringen | Braundes Symbol für Bronzemedaillen mit stilisierten Olympischen Ringen |
| ------------------------------------------------------------------- | --------------------------------------------------------------------- | ----------------------------------------------------------------------- |
| —                                                                   | —                                                                     | 1                                                                       |

Der Leichtathletikverband Lettlands nominierte zehn Athleten für die Leichtathletik-Weltmeisterschaften 2015 in der chinesischen Hauptstadt Peking.

## Medaillen
Mit einer gewonnenen Bronzemedaille belegte das lettische Team Rang 32 im Medaillenspiegel.

### Medaillengewinner

#### Bronze
- Laura Ikauniece-Admidiņa: Siebenkampf

## Ergebnisse

### Männer

#### Laufdisziplinen
| Athlet           | Disziplin   | Vorlauf | Vorlauf | Halbfinale | Halbfinale | Finale    | Finale |
| Athlet           | Disziplin   | Zeit    | Platz   | Zeit       | Platz      | Zeit      | Platz  |
| ---------------- | ----------- | ------- | ------- | ---------- | ---------- | --------- | ------ |
| Arnis Rumbenieks | 50 km Gehen |         |         |            |            | 4:28:55 h | 38     |

#### Sprung/Wurf
| Athlet              | Disziplin      | Qualifikation | Qualifikation | Finale             | Finale             |
| Athlet              | Disziplin      | Weite/Höhe    | Platz         | Weite/Höhe         | Platz              |
| ------------------- | -------------- | ------------- | ------------- | ------------------ | ------------------ |
| Mareks Ārents       | Stabhochsprung | 5,55 m        | 25            | nicht qualifiziert | nicht qualifiziert |
| Igors Sokolovs      | Hammerwurf     | DNS           | DNS           | DNS                | DNS                |
| Rolands Štrobinders | Speerwurf      | 79,11 m       | 19            | nicht qualifiziert | nicht qualifiziert |

### Frauen

#### Laufdisziplinen
| Athletin              | Disziplin | Vorlauf | Vorlauf | Halbfinale         | Halbfinale         | Finale             | Finale             |
| Athletin              | Disziplin | Zeit    | Platz   | Zeit               | Platz              | Zeit               | Platz              |
| --------------------- | --------- | ------- | ------- | ------------------ | ------------------ | ------------------ | ------------------ |
| Gunta Latiševa-Čudare | 400 m     | 52,17 s | 30      | nicht qualifiziert | nicht qualifiziert | nicht qualifiziert | nicht qualifiziert |
| Anita Kažemāka        | Marathon  |         |         |                    |                    | 2:45:54 h          | 39                 |

#### Sprung/Wurf
| Athletin         | Disziplin  | Qualifikation | Qualifikation | Finale             | Finale             |
| Athletin         | Disziplin  | Weite/Höhe    | Platz         | Weite/Höhe         | Platz              |
| ---------------- | ---------- | ------------- | ------------- | ------------------ | ------------------ |
| Aiga Grabuste    | Weitsprung | 6,48 m        | 20            | nicht qualifiziert | nicht qualifiziert |
| Sinta Ozoliņa    | Speerwurf  | 62,81 m       | 11            | 62,20 m            | 7                  |
| Madara Palameika | Speerwurf  | 62,17 m       | 13            | nicht qualifiziert | nicht qualifiziert |

#### Siebenkampf
| Athletin                 | Disziplin | 100 m Hürden | Hochsprung | Kugelstoßen | 200 m   | Weitsprung | Speerwurf | 800 m       | Punkte | Platz  |
| ------------------------ | --------- | ------------ | ---------- | ----------- | ------- | ---------- | --------- | ----------- | ------ | ------ |
| Laura Ikauniece-Admidiņa | Ergebnis  | 13,21 s      | 1,77 m     | 12,71 m     | 23,97 s | 6,32 m     | 53,67 m   | 2:13,79 min | 6516   | Bronze |
| Laura Ikauniece-Admidiņa | Punkte    | 1093         | 941        | 708         | 984     | 949        | 931       | 910         | 6516   | Bronze |